# Grand Ledge
Grand Ledge è un comune degli Stati Uniti d'America, situato nello Stato del Michigan, diviso tra la contea di Eaton e la contea di Clinton.